# 太平天国在永安活动旧址
太平天国在永安活动旧址，位于中国广西壮族自治区蒙山县城武庙，为一个省级文物保护单位，类型为革命遗址及革命纪念建筑物，为第二批广西壮族自治区文物保护单位，公布时间为1981年8月25日。
太平天国在永安活动旧址的历史年代为1851年。